# Sabra (Burkina Faso)
Sabra és una població de Burkina Faso al departament de Bilanga a la província de Gnagna, a la part oriental de l'estat.
El 2006 tenia 2.060 habitants.